# دی.ای. گات دت دوپ
دیوید لوئیس دی.ای دومان (به انگلیسی: David Lewis "D.A" Doman) (متولد ۳ اوت ۱۹۸۴) ، معروف به دی.ای. گات دت دوپ (به انگلیسی: D.A. Got That Dope) تهیه کننده موسیقی، برنامه‌ریز و ترانه‌سرا ضبط کننده آمریکایی اهل شیکاگو، ایلینوی است. او کار خود را از اواسط دهه ۲۰۰۰ شروع کرد. همچنین او با هنرمندان مشهوری مانند امینم و نیکی میناژ همکاری داشته است.